# Leonard Dudan
Leonard pl. Dudan (Leonardo) (Kaštel Kambelovac, 1798. — Split, 2. veljače 1864.), hrvatski pjesnik i političar, potomak splitske plemićke obitelji. Bio je načelnik Splita u više mandata.
Pohađao je nadbiskupsko sjemenište u Splitu, a zatim je studirao književnost i oba prava u Padovi te stekao doktorat. U splitskom Općinskom vijeću bio 1828–30. jedan od prisjednika, 1832–34. načelnik, 1834–37. općinski upravitelj, 1837–40. i 1848–52. načelnik, a 1858. i 1860. vijećnik. Od 1834. do 1840. bio je predsjednik Agrarne komisije u splitskom okrugu i predsjednik Javne dobrotvornosti te 1848. zapovjednik Narodne garde u Splitu.
U prvom mandatnom razdoblju Dalmatinskog sabora 1860–64. zastupnik je u kuriji veleporeznika. Godine 1848. protivio se sjedinjenju Dalmacije s Hrvatskom, a 1861. se također zauzimao u Dalmatinskom saboru za autonomiju Dalmacije.